# (6522) Aci
(6522) Aci (1991 NQ) – planetoida z pasa głównego asteroid okrążająca Słońce w ciągu 3,69 lat w średniej odległości 2,39 j.a. Odkryta 9 lipca 1991 roku.